# Johann Karl August Musäus

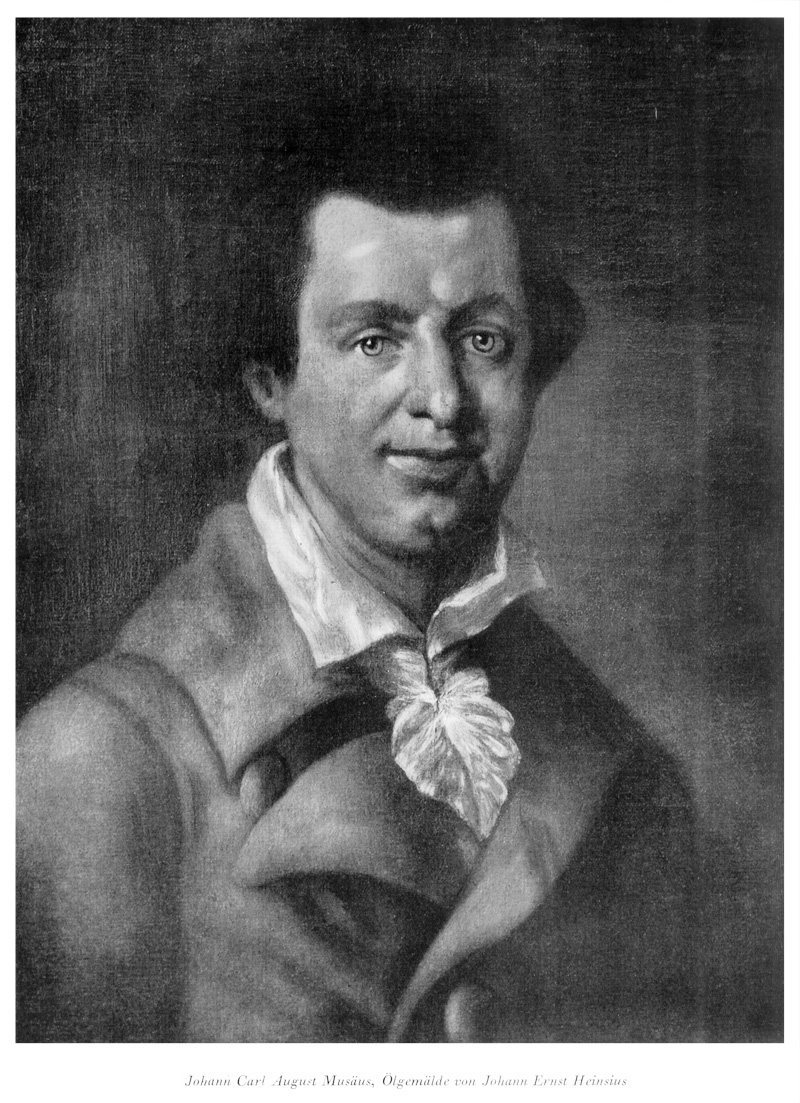
Porträt von Musäus

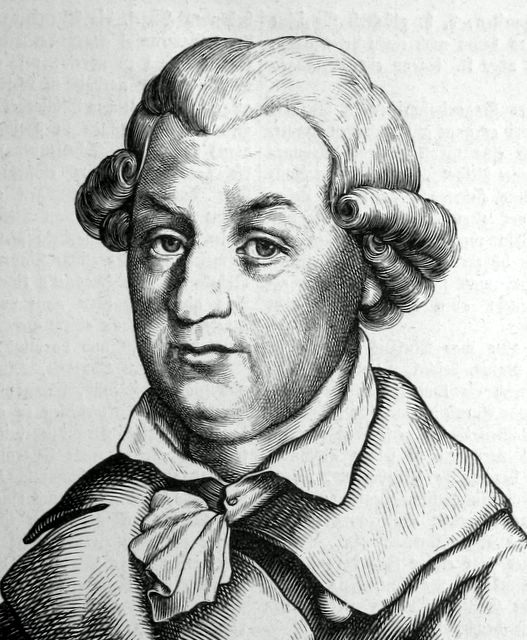
Johann Karl August Musäus

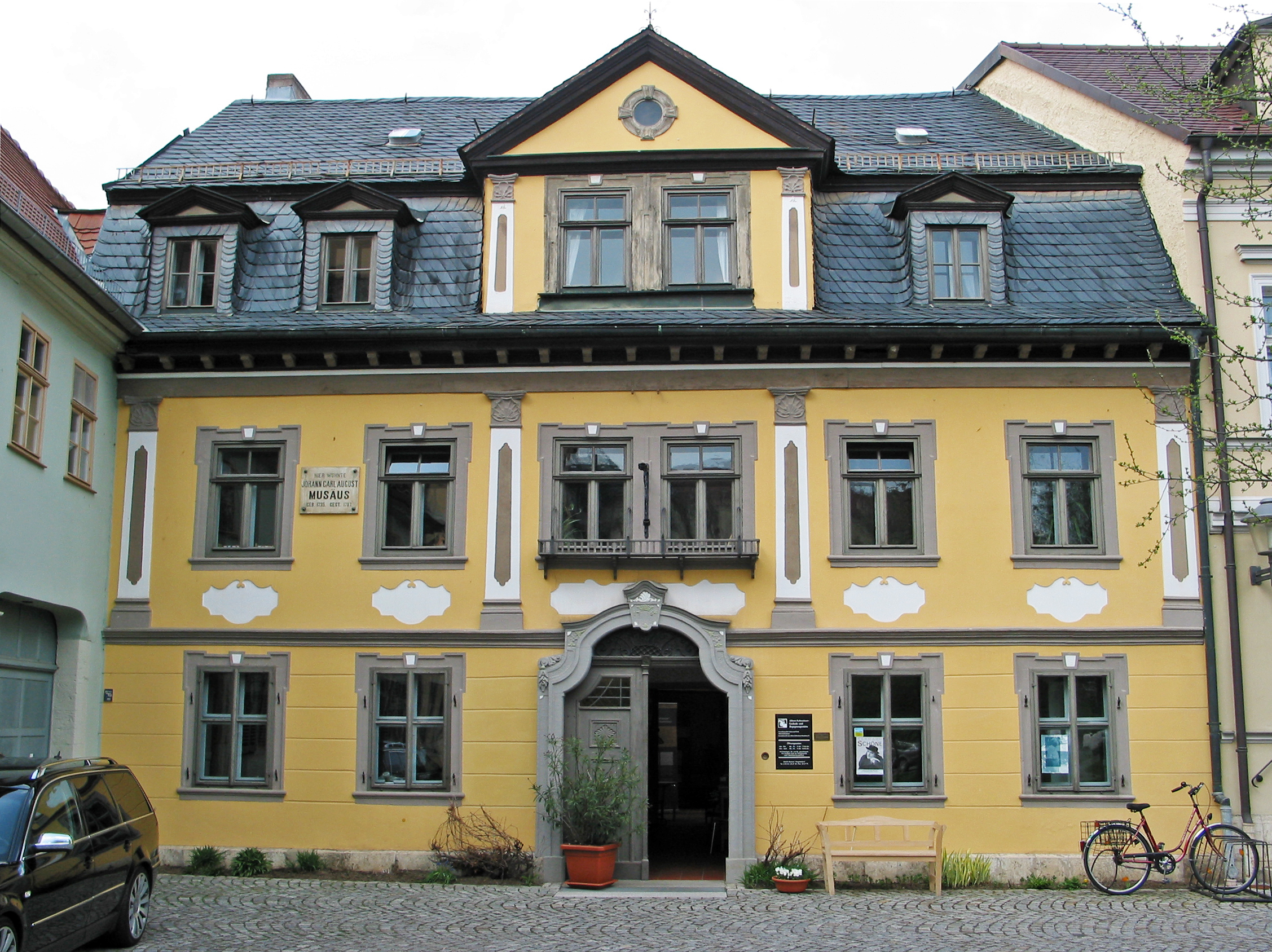
Ehemaliges Wohnhaus von Musäus in Weimar, heute Albert-Schweitzer-Gedenkstätte

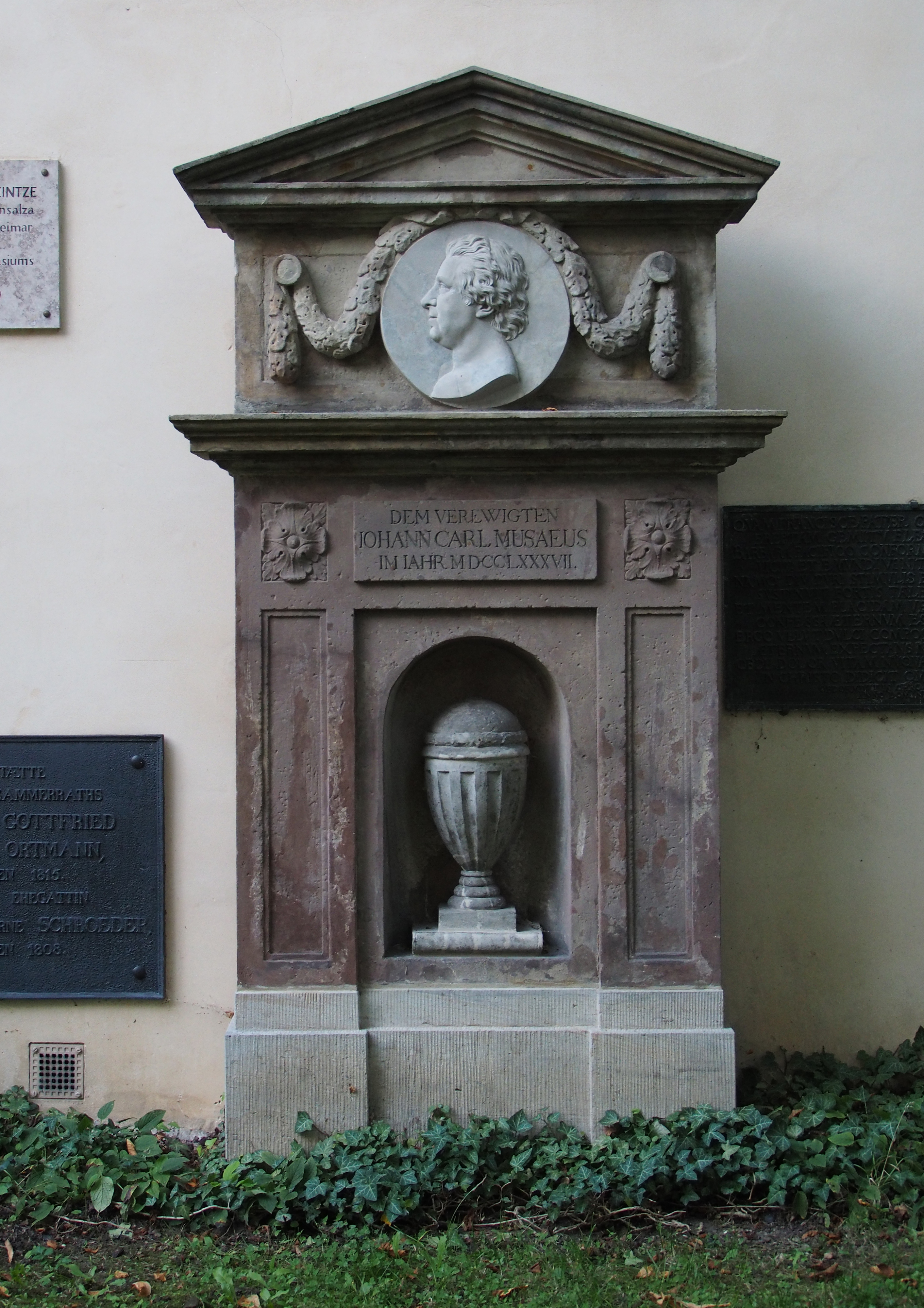
Musäus-Grab auf dem Jacobsfriedhof in Weimar

Johann Karl August Musäus (* 29. März 1735 in Jena als Johann Carl August Musäus; † 28. Oktober 1787 in Weimar) war ein deutscher Philologe, Schriftsteller und Literaturkritiker der Aufklärung, der vor allem als Märchensammler und als sowohl satirischer als auch volkstümlicher Erzähler bekannt wurde.

## Leben
Johann Karl August Musäus wurde am 29. März 1735 als einziger Sohn des Amtskommissarius und Landrichters Johann Christoph Musäus (1697–1764) und dessen Ehefrau Wilhelmine Julia Streit (* 1712) in Jena geboren. Als Neunjähriger kam er zu seinem Onkel in Allstedt, der ihn streng nach christlichen Werten erzog. Beide zogen nach einigen Jahren nach Eisenach, weil Musäus’  Vater dort eine Stelle als Justiz- und Oberamtmann bekam. An der Universität von Jena studierte er zunächst von 1754 bis 1758 Theologie und wandte sich danach der klassischen Philologie zu, da er aufgrund gewisser kirchlicher Verfehlungen die ihm angebotene Pfarrstelle in Farnroda bei Eisenach nicht annehmen durfte.
1763 erhielt Musäus eine Stelle als Pagenhofmeister in Weimar und nahm drei Jahre später eine literaturkritische Tätigkeit als Mitarbeiter der von dem Aufklärer Friedrich Nicolai herausgegebenen Allgemeinen deutschen Bibliothek auf. Dort rezensierte er etwa 350 zeitgenössische Romane nach den Maßstäben einer aufklärerischen, an der antiken Redekunst orientierten Kunsttheorie. 1769 wurde er von Anna Amalie, der Herzogin Sachsen-Weimar-Eisenachs, zum Professor der klassischen Sprache und Geschichte am Weimarer Wilhelm-Ernst-Gymnasium ernannt. An dieser Schule unterrichtete er auch seinen Neffen August von Kotzebue, der später ebenfalls als Schriftsteller Berühmtheit erlangte.
Im darauffolgenden Jahr heiratete er Juliane Krüger (1743–1819), die Schwester von Christine Kotzebue, die ihm später zwei Söhne, Karl (1772–1831) und August († jung), schenkte. Seinen Lebensunterhalt hatte er durch die Professorenstelle und Autorentätigkeit gesichert. Fortan führte Musäus ein behagliches Leben abseits des Hofes und des Zentrums der Weimarer Klassik mit ihren Hauptdarstellern. Er war ein Kritiker des Geniekults und der Empfindsamkeit. Ab 1776 war er Freimaurer als Mitglied der Loge Anna Amalia zu den drei Rosen in Weimar. Viel Zeit verbrachte er in seinem Sommerhäuschen mit Garten, über seine dortigen Aufenthalte führte er in den letzten Lebensjahren Buch. Dort empfing und pflegte er freundschaftliche Beziehungen mit den Geistesgrößen seiner Zeit, darunter Herzog Karl August, Friedrich Justin Bertuch, Gottfried August Bürger, Johann Gottfried Herder, Johann Kaspar Lavater, Nicolai, Corona Schröter und nicht zuletzt Christoph Martin Wieland, der nach dem Tode von Musäus dessen erfolgreiche Märchensammlung „Volksmährchen der Deutschen“, die viele Auflagen und auch Übersetzungen erlebte, neu herausgab. 1783 wurde er in den Illuminatenorden als sogenannter Presbyter unter dem Namen „Dante Alighieri/Priscillan“ aufgenommen.
Er starb am 28. Oktober 1787 in Weimar an einem Polypen am Herzen. Johann Gottfried Herder hielt eine Gedenkrede am 30. Oktober 1787. Seine letzte Ruhestätte fand Musäus auf dem Jacobsfriedhof in Weimar.

## Nachlass
Musäus’ Nachlass wurde 1791 von Kotzebue unter dem Titel „Nachgelassene Schriften“ herausgegeben.
Musäus besaß am Rothäuser Berg einen Garten, der 1804 in den Besitz der Erholungsgesellschaft überging.
Im ehemaligen Wohnhaus von Musäus am Kegelplatz befindet sich heute die Albert-Schweitzer-Gedenkstätte in Weimar.

## Werke
- Grandison der Zweite, oder Geschichte des Herrn von N***. 1760–1762, dreibändiger Briefroman, der den sentimentalen Roman Geschichte des Sir Charles Grandison von Samuel Richardson parodiert (zunächst anonym erschienen). online
- Das Gärtnermädchen von Vincennes. 1771, Libretto, das u. a. von den Komponisten Franz Andreas Holly und Ernst Wilhelm Wolf (1774) in einer Oper umgesetzt wird
- Physiognomische Reisen. 1778/1779, Satirischer Roman, der sich gegen Johann Kaspar Lavater und seine physiognomischen Lehren, den Geniekult des Sturm und Drang, Aberglaube und Obskurantismus richtet. Bd.1 online, Bd.2, Bd.3, Bd.4
- Der deutsche Grandison, auch eine Familiengeschichte. 1781/1782, Zweibändige Umarbeitung seines 1762 veröffentlichten Grandison-Romans. Bd.1 online, Bd.2
- Volksmährchen der Deutschen. 1782–1786: Sammlung von Märchen (besser: Kunstmärchen), Legenden und Sagen in fünf Bänden, die volkstümliche (aber literarisch vermittelte!) und satirische Elemente miteinander verbindet
  - Band 1: Die Bücher der Chronika der drei Schwestern (online bei goethezeitportal.de), Richilde, Rolands Knappen
  - Band 2: Legenden von Rübezahl, Die Nymphe des Brunnens
  - Band 3: Libussa, Der geraubte Schleier, Liebestreue
  - Band 4: Stumme Liebe, Ulrich mit dem Bühel, Dämon Amor
  - Band 5: Melechsala, Der Schatzgräber, Die Entführung
- Volksmährchen der Deutschen. Mit Holzschnitten nach Originalzeichnungen. – Leipzig : Mayer und Wigand, 1842. Digitalisierte Ausgabe der Universitäts- und Landesbibliothek Düsseldorf
- Freund Hein's Erscheinungen in Holbein's Manier. Mit 25 Radierungen von Johann Rudolf Schellenberg. Winterthur, bey Heinrich Steiner und Comp. 1785. Moderner Totentanz in gereimten Versen. books.google, online bei goethezeitportal.de.
- Straußfedern. 1787, Der erste Band einer Novellensammlung, die aufgrund seines vorzeitigen Todes unvollendet bleibt. online
- Moralische Kinderklapper für Kinder und Nichtkinder. 1794, Belehrungsbuch für Kinder. Es handelt sich um eine freie Bearbeitung des 1782 erschienenen Werkes „Hochets moraux“, geschrieben vom Franzosen Monget. Aufgrund von Musäus’ Tod ein Fragment geblieben, stellt sein Freund Bertuch die Überreste des Buches zusammen und gibt sie heraus. online

## Ehrungen
- Der 1989 entdeckte Hauptgürtelasteroid (10749) Musäus wurde nach ihm benannt.
- In der Weimarer Parkvorstadt gibt es die Musäusstraße, in Jena den Musäusring.
- Eine Regelschule in Weimar trug bis zu ihrer Auflösung im Jahr 2017 seinen Namen.[2]